# Andreas Zirkl
Andreas Zirkl (* 15. März 1968) ist ein Österreichischer Para-Cycling Sportler.
Im Jahre 2000 erlitt Andreas Zirkl einen Motorradunfall, in dessen Folge ihm das Bein am linke Oberschenkel amputiert wurde. Der linke Arm blieb durch einen Plexusausriss gelähmt. Schon in der Rehabilitation begann er, intensiv auf dem Ergometer zu trainieren. Im September 2006 erfolgten die ersten Versuche in freier Wildbahn, zunächst auf dem Mountainbike, kurz darauf folgte der Wechsel auf das Rennrad und zum Para-Cycling Sport auf der Bahn und Straße.

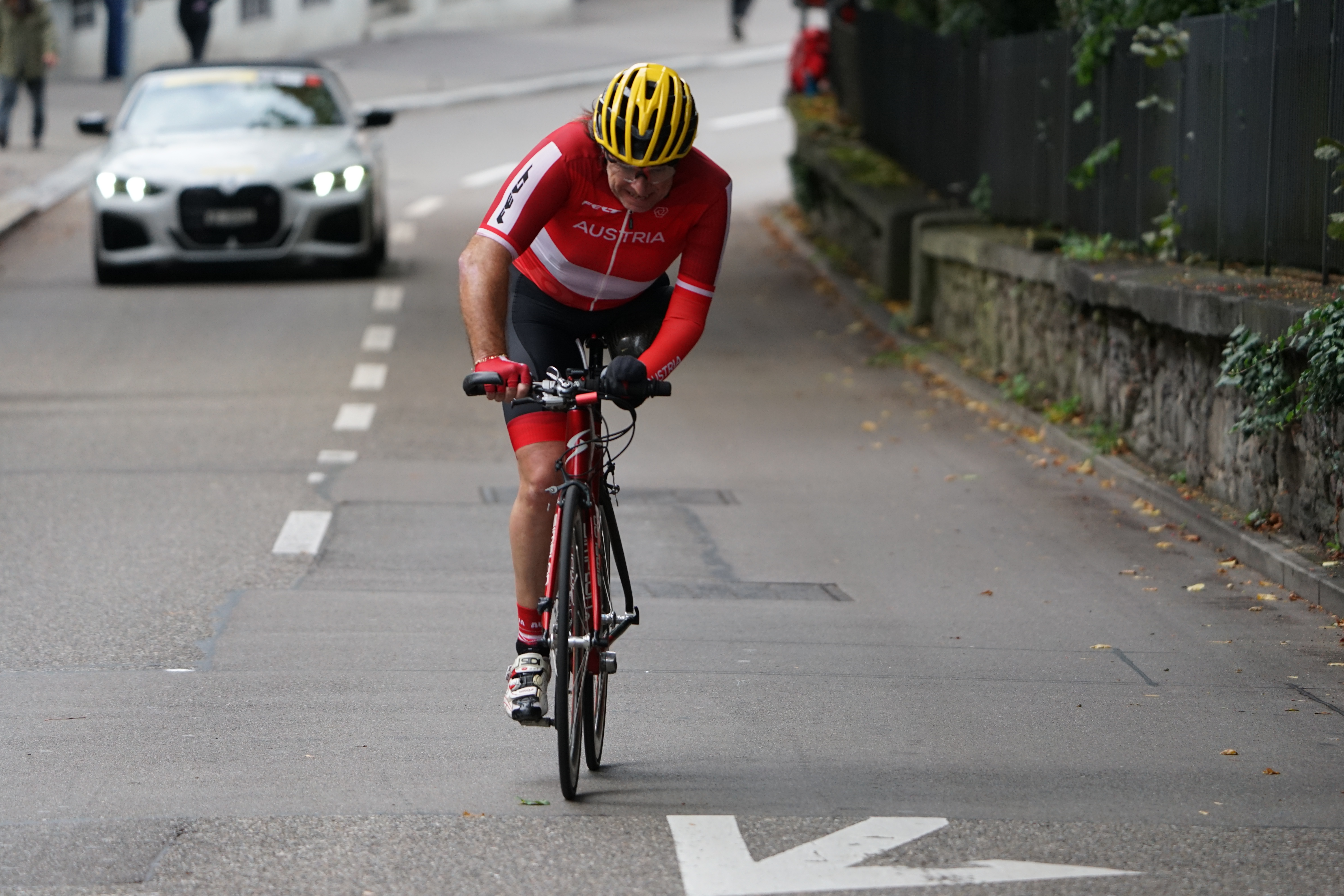
Andreas Zirkl an den Paracycling-Straßenweltmeisterschaften 2024

Seit 2010 wurde Zirkl mehrfach österreichischer Meister und platzierte sich bei Welt- und Europameisterschaften. Auch startete er bei Breitensport-Veranstaltungen, die nicht explizit für behinderte Sportler ausgelegt sind, wie etwa mehrmals beim Glocknerkönig. Im Jahr 2016 errang er bei Bahnweltmeisterschaften in Los Angeles, Silber im Scratch. Bis einschließlich 2021 wurde er elf Mal österreichischer Staatsmeister im Straßenrennen und Einzelzeitfahren. 2023 erreichte er im Einzelzeitfahren, den dritten Platz bei der Europameisterschaft in Holland.

## Erfolge
- Bahnweltmeisterschaft 2016 – Scratch
- Europameisterschaft 2023 – Zeitfahren